# Экологическая география растений
Экологическая (ойкологическая) география растений — отрасль ботаники, изучающая распределение отдельных растений и фитоценозов в зависимости от условий окружающей их среды — почвы, климата, освещения, влияния других растений данного фитоценоза и т.п.
В более широком понимании экологическая география растений изучает также зависимость между условиями среды и общим обликом, строением и жизнью отдельных растений и фитоценозов.